# 富川交叉路
富川交叉路（英语：Bucheon IC）是韓國京仁高速公路的一个公路交流道，属于京畿道富川市梧亭区新兴洞。

## 连接道路
- 國道6號 (梧亭路)
- 國道39號 (新兴路)
- 國道77號 (梧亭路)

## 邻近公路设施
京仁高速公路
瑞云分岐点 - 富川交叉路 - 新月交叉路